# Karien Noordhoff
Karien Noordhoff (Veendam, 3 augustus 1978) is een Nederlandse actrice.

## Carrière
Sinds 2002 is Karien Noordhoff actief als actrice en speelt onder andere rollen in Nederlandse series en in verschillende toneel voorstellingen.  Noordhoff speelde o.a. in 2015 de hoofdrol van Sam de Koning in het 2e seizoen van de politieserie Smeris en ze was in 2017 te zien in de voorstelling 'De Advocaat' van Toneelgroep Maastricht.